# 대한민국 민법 제452조
대한민국 민법 제452조는 양도통지와 금반언에 대한 민법조문이다.

## 조문
제452조(양도통지와 금반언) (1) 양도인이 채무자에게 채권양도를 통지한 때에는 아직 양도하지 아니하였거나 그 양도가 무효인 경우에도 선의인 채무자는 양수인에게 대항할 수 있는 사유로 양도인에게 대항할 수 있다.
(2) 전항의 통지는 양수인의 동의가 없으면 철회하지 못한다.

第452條(讓渡通知와 禁反言) ① 讓渡人이 債務者에게 債權讓渡를 通知한 때에는 아직 讓渡하지 아니하였거나 그 讓渡가 無效인 境遇에도 善意인 債務者는 讓受人에게 對抗할 수 있는 事由로 讓渡人에게 對抗할 수 있다.
②前項의 通知는 讓受人의 同意가 없으면 撤回하지 못한다.

## 판례
- 채권양도인이 채무자에게 채권양도통지를 한 이상 그 통지는 채권양수인의 동의없이 임의로 철회하지 못하므로 채권양도계약이 해제되고 채권양도인이 채무자에게 양도철회통지를 하였다 할지라도 이를 채권양수인에게 대항할 수 없다[1]
- 채권양도인이 양수인에게 전대차계약상의 차임채권 중 일부를 양도하고 전차인인 채무자에게 위 양도사실을 통지한 후에 채무자에게 위 채권양도통지를 취소한다는 통지를 하였더라도 양수인이 양도인의 위 채권양도통지 철회에 동의하였다고 볼 증거가 없다면 위 채권양도통지 철회는 효력이 없다[2]

## 같이 보기
- 금반언
- 철회